# Alessandro Nivola
Alessandro Nivola (Boston, 28 juni 1972) is een Amerikaans acteur.

## Jeugd
Nivola werd geboren in Boston, Massachusetts. Zijn grootvader was een Italiaanse beeldhouwer en zijn grootmoeder was een Joodse vluchtelinge uit Duitsland. Hij heeft één broer, Adrian. Hij studeerde aan de Phillips Exeter Academy en kreeg een diploma in Engels van Yale.

## Carrière
Nivola begon met acteren toen hij nog op school zat. Zijn eerste hoofdrol speelde hij in Master Harold ... and the Boys. Hij debuteerde op Broadway in 1995 als de jonge geliefde van Helen Mirren in A Month in the Country. Het daaropvolgende jaar speelde hij in de NBC-miniserie Danielle Steel's The Ring. Zijn eerste filmrol kreeg hij in 1997, namelijk in Inventing The Abbotts, waarna hij al snel gecast werd voor een rol in Face/Off.

## Filmografie
| Jaar | Film                      | Rol                       |
| ---- | ------------------------- | ------------------------- |
| 1997 | Inventing the Abbotts     | Peter Vanlaningham        |
| 1997 | Face/Off                  | Pollux Troy               |
| 1998 | I Want You                | Martin                    |
| 1998 | Reach the Rock            | Robin                     |
| 1999 | Best Laid Plans           | Nick                      |
| 1999 | Mansfield Park            | Henry Crawford            |
| 2000 | Love's Labour's Lost      | King Ferdinand of Navarre |
| 2000 | Timecode                  | Joey Z                    |
| 2001 | Jurassic Park III         | Billy Brennan             |
| 2002 | Imprint                   | Matt                      |
| 2002 | Laurel Canyon             | Ian McKnight              |
| 2003 | Carolina                  | Albert Morris             |
| 2004 | The Clearing              | Tim Hayes                 |
| 2005 | Junebug                   | George Johnston           |
| 2005 | The Sisters               | Andrew Prior              |
| 2005 | Turning Green             | Bill the Bookie           |
| 2005 | Goal!                     | Gavin Harris              |
| 2006 | The Darwin Awards         | Ad Exec                   |
| 2007 | Grace Is Gone             | Stanleys broer            |
| 2007 | Goal II: Living the Dream | Gavin Harris              |
| 2007 | The Girl in the Park      | Chris                     |
| 2008 | The Eye                   | Paul Faulkner             |
| 2008 | $5 a Day                  | Ritchie Flynn Parker      |
| 2008 | Who Do You Love           | Leonard Chess             |
| 2009 | Coco avant Chanel         | Arthur 'Boy' Capel        |
| 2022 | White Noise               |                           |
| 2022 | Amsterdam                 | Det. Hiltz                |
| 2024 | The Brutalist             | Attila                    |
| 2024 | The Room Next Door        |                           |
| 2024 | Kraven the Hunter         | Aleksei Sytsevich/Rhino   |